# Геосхема мира (ООН)
Геосхема мира Организации Объединённых Наций — это система, которая делит 249 государств и территорий мира на 6 региональных и 22 субрегиональных группы.
Геосхема была разработана статистическим отделом ООН на основе стандарта Организации объединённых наций (ООН) M.49.
Группировка государств по макрорегионам и субрегионам ООН используется в том числе в Общероссийском классификаторе стран мира, входящем в состав Единой системы классификации и кодирования технико-экономической и социальной информации (ЕСКК) в Российской Федерации.

## Список макрорегионов и субрегионов
- Европа
  - Западная Европа
  - Северная Европа
  - Южная Европа
  - Восточная Европа

- Азия
  - Западная Азия
  - Центральная Азия
  - Южная Азия
  - Северная Азия
  - Восточная Азия
  - Юго-Восточная Азия

- Африка
  - Северная Африка
  - Западная Африка
  - Центральная Африка
  - Восточная Африка
  - Южная Африка

- Америка
  - Северная Америка
  - Центральная Америка
  - Карибский бассейн
  - Южная Америка

- Австралия и Океания
  - Австралия и Новая Зеландия
  - Меланезия
  - Микронезия
  - Полинезия

## Карты
- Геосхема ООН для Африки.  Северная Африка  Восточная Африка  Центральная Африка  Южная Африка  Западная Африка
- Геосхема ООН для Америки.  Северная Америка  Центральная Америка  Карибы  Южная Америка
- Геосхема ООН для Азии.  Северная Азия  Центральная Азия  Восточная Азия  Юго-Восточная Азия  Южная Азия  Передняя Азия
- Геосхема ООН для Европы.  Восточная Европа  Северная Европа  Южная Европа  Западная Европа
- Геосхема ООН для Океании.  Австралия и Новая Зеландия  Меланезия  Микронезия  Полинезия